# When the pawn
When the Pawnes el segundo álbum de estudio de la cantante y compositora Fiona Apple. Lanzado por Epic Records en los Estados Unidos el 9 de noviembre de 1999, When the Pawn... fue totalmente escrito por Apple y contó con la producción de Jon Brion.
En 2010, la revista Spin nombró al álbum el centésimo sexto mejor de los últimos 25 años, y Slant Magazine lo nombró el septuagésimo noveno mejor álbum de la década de los 90. El álbum recibió también una nominación al Premio Grammy al Mejor Álbum Alternativo.

## Título
El título del álbum es un poema que Apple escribió en respuesta a las críticas que estaba recibiendo por la prensa especializada de aquel entonces respecto al comentario que realizó durante los premios de MTV.
Tras su lanzamiento, When the Pawn... rompió el récord del título de álbum más largo con 444 caracteres. Años más tarde la banda inglesa Chumbawamba terminaría rompiendo el récord con el álbum The Boy Bands Have Won (2008), cuyo título completo contiene 865 caracteres, casi el doble que el disco de Apple.

## Historia y grabación
El título es un poema que escribió Apple tras leer cartas que aparecían en Spin a propósito de un artículo en el que la criticaban negativamente por una polémica reciente, cuando aceptando el premio al mejor vídeo musical por la MTV por un nuevo artista debido a «Sleep to Dream», ella proclamó: «Este mundo —refiriéndose a la industria musical— es una mierda, y no deberían moldear sus vidas con lo que ustedes o nosotros pensamos que está genial, o por la ropa que vestimos o las cosas que decimos». El anfitrión Chris Rock comentaría después en su discurso durante el programa que: «Ésta Fiona Apple estaba loca, ¿eh Fiona X — refiriéndose a Malcolm X— ». Aunque sus comentarios fueron recibidos con silbidos y aplausos en la ceremonia de los premios, los medios de comunicación la destrozaron inmediatamente. 
Este título tenía el récord, cuando fue publicado, por ser el más largo de la historia de la música. Sin embargo en el 2007 Soulwax publicó su álbum de remixes Most Of the Remixes, que tenía cien caracteres más que el anterior. Este fue nuevamente superado por Chumbawamba en el 2008 por el álbum The Boy Bands Have Won..., cuyo texto contiene 865 letras. 
El álbum fue gestado durante la relación de Fiona Apple con el director de cine Paul Thomas Anderson. When the Pawn... recibió críticas positivas de las publicaciones de The New York Times y Rolling Stone. No funcionó tan bien como su álbum debut aunque fue certificado por la RIIA como álbum de platino y vendió 1 millón de copias en USA. El sencillo de presentación, Fast as you can, alcanzó el top 20 en la lista Billboard Modern Rock Tracks y fue el primer top 40 de Apple en Reino Unido. Los vídeos para los dos siguientes sencillos, «Paper bag» y «Limp» — dirigidos por su novio de entonces Anderson —, recibieron muy poca emisión.
When The Pawn..., que fue producido por Jon Brion, utilizó letras más expresivas, menos oscuras, experimentó más con loops de batería, e incorporó tanto al chamberlin como a Matt Chamberlain —quien trabajara con Tori Amos— a la batería.

## Crítica
| Publicación | Puntuación      |
| ----------- | --------------- |
| Avclub      | A+              |
| Allmusic    | 4.5/5 estrellas |

El título del álbum fue criticado por Joshua Klein en un artículo publicado en noviembre de 1999 en Avclub.com, diciendo de él que justamente garantizaba «más críticas virulentas». Por otro lado, Stephen Thomas Erlewine en Allmusic.com dijo de él que capturaba el sentimiento de valentía del álbum.
En cuanto al trabajo en el álbum en sí, la crítica de Klein hace mención del «arma secreta» que constituye la presencia de Jon Brion como productor y de la facilidad de las canciones de Fiona Apple para soportar la experimentación del compositor. También señala que a la cantante le va mejor cuando se centra en su faceta de compositora musical. Mientras que Erlewine señala que en When the pawn... puede apreciarse la evolución artística de la cantante, y su elección de «no de romper con el jazzy pop de Tidal» sino de «redefinir su sonido» y abrirse a otros horizontes. Lo define como «idiosincrásico», «personal», «elegante», y «carnavalesco» y la compara con Nina Simone y Aimee Mann. Finaliza diciendo que el álbum es rico tanto musical como emocionalmente. 

## Lista de temas
Todas las canciones escritas y compuestas por Fiona Apple salvo indicadas. 
| When the pawn... |                      |          |  |
| N.º              | Título               | Duración |  |
| 1.               | «On The Bound»       | 5:23     |  |
| 2.               | «To Your Love»       | 3:40     |  |
| 3.               | «Limp»               | 3:31     |  |
| 4.               | «Love Ridden»        | 3:22     |  |
| 5.               | «Paper Bag»          | 3:40     |  |
| 6.               | «A Mistake»          | 4:58     |  |
| 7.               | «Fast As You Can»    | 4:40     |  |
| 8.               | «The Way Things Are» | 4:18     |  |
| 9.               | «Get Gone»           | 4:10     |  |
| 10.              | «I Know»             | 4:57     |  |

| Bonus tracks edición japonesa |                             |                  |          |  |
| N.º                           | Título                      | Escritor(es)     | Duración |  |
| 11.                           | «Across the universe»       | Lennon/McCartney |          |  |
| 12.                           | «Never is a promise» (live) |                  |          |  |

## Créditos

### Músicos
- Fiona Apple - piano, voz
- John Bainbridge - orquestación
- Robert Becker - viola
- Charlie Bisharat - violín
- Mike Breaux - instrumentos de viento de madera
- Denyse Buffman - viola
- Jonathan "Butch" Norton - instrumentos de percusión
- Eve Butler - violín
- Matt Chamberlain - percusión, batería
- Susan Chatman - violín
- Greg Cohen - guitarra bajo
- Larry Corbett - violonchelo
- Mike Elizondo - guitarra bajo
- Armen Garabedian - violín
- Berj Garabedian - violín
- Scott Haupert - viola
- Suzie Katayama - violonchelo
- Wendell Kell - tuba
- Jim Keltner - batería
- Peter Kent - violía
- Brain Leonard - violín
- Maria Newman - viola
- Rober Peterson - violín
- Michele Richards - violín
- Edmund Stein - violín
- Patrick Warren - chamberlin, wurlitzer
- John Wittenberg - violín

### Producción
- Productor: Jon Brion
- Ingeniero: Rich Costey
- Ingeniero asistente: Tom Banghart, Rob Brill, Greg Collins, Bryan Jackson, Steve Mixdorf, John Tyree
- Mezclador: Jon Brion, Rich Costey
- Masterización: Eddy Scheyer
- Coordinación de producción: Valerie Pack
- Programación: Rich Costey
- Arreglos: John Bainbridge
- Diseño: Fiona Apple
- Portada y concepto: Fiona Apple

## Listas y posicionamiento
| Álbum            | Lista (1999)                       | Posición más alta |
| ---------------- | ---------------------------------- | ----------------- |
| When the pawn... | U.S. Billboard 200                 | 13                |
| When the pawn... | U.S. Billboard Top Internet Albums | 1                 |
| UK Albums        | 46                                 |                   |

| Sencillo        | Lista (1999)       | Posición más alta |
| --------------- | ------------------ | ----------------- |
| Fast as you can | Adult Top 40       | 29                |
| Fast as you can | Modern Rock Tracks | 20                |